# Distrikt Maras

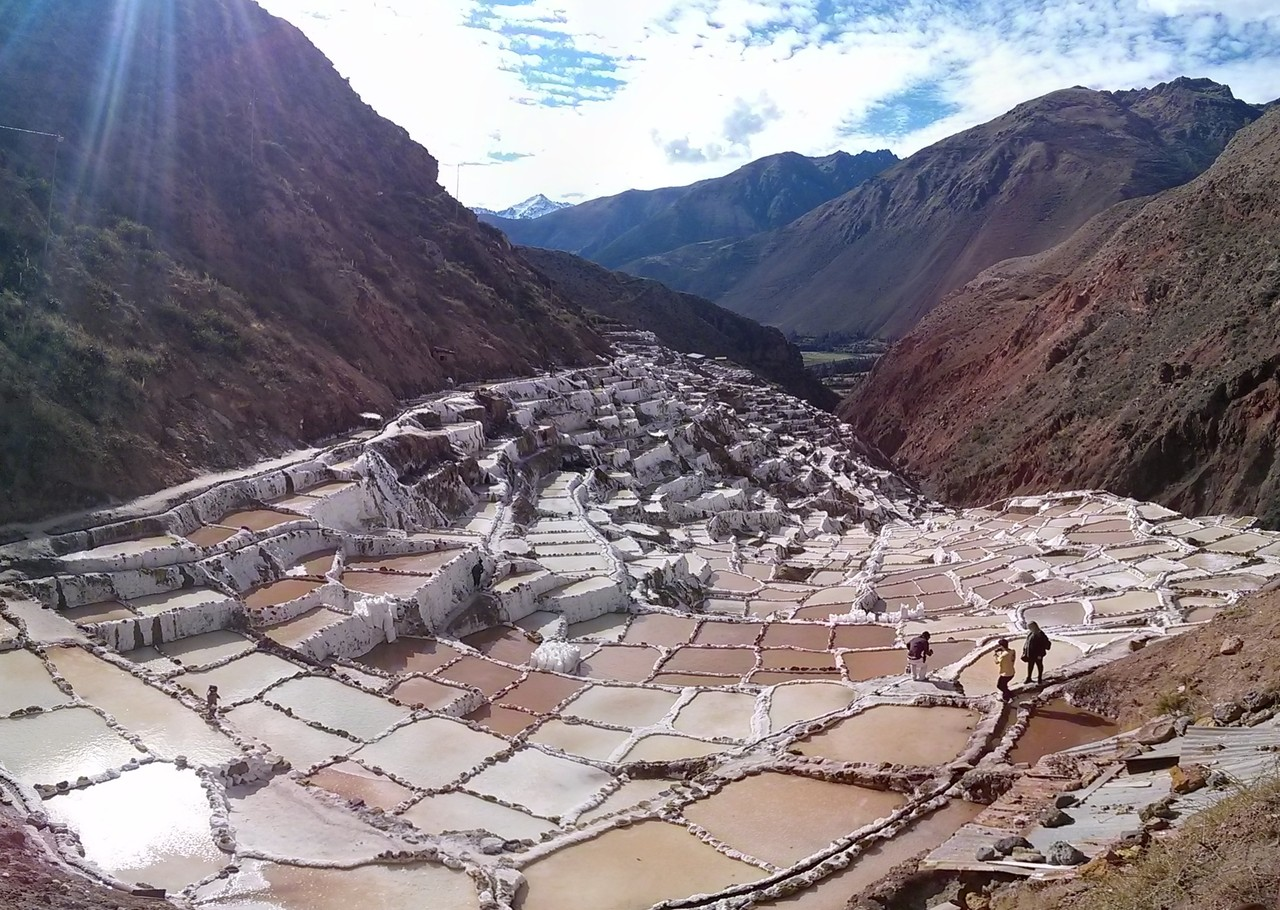
Salinen bei Maras

Der Distrikt Maras liegt in der Provinz Urubamba der Region Cusco in Südzentral-Peru. Der Distrikt wurde am 2. Januar 1857 gegründet. Er besitzt eine Fläche von 139 km². Beim Zensus 2017 wurden 6668 Einwohner gezählt. Im Jahr 1993 lag die Einwohnerzahl bei 7437, im Jahr 2007 bei 6258. Die Distriktverwaltung befindet sich in der 3385 m hoch gelegenen Ortschaft Maras mit 1748 Einwohnern (Stand 2017). Maras liegt 5 km westsüdwestlich der Provinzhauptstadt Urubamba.

## Geographische Lage
Der Distrikt Maras liegt am Südufer des nach Westen strömenden Río Urubamba im zentralen Süden der Provinz Urubamba.
Der Distrikt Maras grenzt im Süden an die Distrikte Anta und Huarocondo (beide in der Provinz Anta), im Westen an den Distrikt Ollantaytambo, im Norden an den Distrikt Urubamba sowie im Osten an die Distrikte Huayllabamba und Chinchero.

## Ortschaften
Im Distrikt gibt es neben dem Hauptort folgende größere Ortschaften:
- Chequerec (279 Einwohner)
- Collanas (216 Einwohner)
- Cruz Pata (344 Einwohner)
- Kacllaraccay (211 Einwohner)
- Mahuaypampa (360 Einwohner)
- Misminay (282 Einwohner)
- Pachar (357 Einwohner)
- Pillahuara (241 Einwohner)